# NGC 6201
NGC 6201 ist eine 14,5 mag helle elliptische Galaxie vom Hubble-Typ E3 im Sternbild Herkules. 
Sie wurde am 6. Juni 1864 von Albert Marth entdeckt.